# メル・ハッチンス
メル・ハッチンス (Mel Hutchins, 1928年11月12日 - 2018年12月19日) は1950年代のアメリカ男子プロバスケットボールリーグNBAで活躍した元バスケットボール選手。出身地はカリフォルニア州サクラメント、出身大学はブリガムヤング大学。
1951年のNBAドラフトでトライシティーズ・ブラックホークス（この年にミルウォーキー・ホークスに改名）から全体2位指名を受けたハッチンスは、ルーキーイヤーの1951-52シーズンには9.2得点13.3リバウンド、通算880リバウンドを記録し、1年目にしてリバウンド王に輝いた。ホークスでは2シーズンだけプレイし、1953-54シーズンからフォートウェイン・ピストンズでプレイ。1955年、1956年と2年連続でファイナルに進出したピストンズの、主力選手の一人として活躍し、オールスターにも4回出場した。1956-57シーズンにはキャリアハイとなる12.4得点を記録するが、得点力を伸ばすのと反比例するかのようにリバウンド数は減少し、このシーズンは7.9リバウンドだった。ハッチンスはニューヨーク・ニックスでの1957-58シーズンを最後に引退した。NBA通算成績は7シーズン437試合の出場で、4851得点4186リバウンド、平均11.1得点9.6リバウンドだった。
2018年12月19日に、カリフォルニア州エンシニータスの自宅にて死去。90歳没。

## 主な業績
- リバウンド王　1952年
- オールスター　1953年, 1954年, 1956年, 1957年